# 中部証券金融
中部証券金融株式会社（ちゅうぶしょうけんきんゆう、英: Chubu Securities Financing Co., Ltd.）は、かつて存在した証券金融会社。愛知県名古屋市中区に本社を置いていた。
証券金融会社は日本証券金融、大阪証券金融、中部証券金融の３社が存在したが、現在は日本証券金融のみが存続している。中部証券金融は名古屋証券取引所の指定証券金融会社であった。
2017年9月30日付で解散し、貸借取引業務は日本証券金融が引き継いだ。名古屋証券取引所は指定証券金融を日証金に変更。清算結了。

## 沿革
- 1943年（昭和18年）8月31日 - 「中部証券株式会社」として設立[1]。
- 1950年（昭和25年）1月 - 「中部証券金融株式会社」に商号を変更[1]。
- 1951年（昭和26年）6月 - 名古屋証券取引所市場第二部に株式を上場[1]。
- 2009年（平成21年）8月 - 日本証券業協会に加入[1]。
- 2017年（平成29年）
  - 7月27日 - 上場廃止[5]。
  - 9月30日 - 解散[5]。